# 广东财经大学
广东财经大学（英語：Guangdong University of Finance and Economics），简称广东财大或广财，是一所位于中华人民共和国广东省的公立财经类大学。广东财经大学的前身广东财经学院创建于1983年5月，1985年6月更名广东商学院，2013年6月更名广东财经大学。广东财经大学由广东省人民政府举办，业务主管部门为广东省教育厅，住所地为广东省广州市海珠区仑头路21号，现设广州和佛山两个校区，广州校区地址为广东省广州市海珠区官洲街道仑头路21号，佛山校区地址为广东省佛山市三水区云东海街道学海中路1号。

## 历史沿革
广东财经大学的前身为广东财经学院。1980年5月，广东省财办向省政府呈交创建广东财贸学院的报告，并得到批复。9月24日，广东省人民政府以《关于同意成立广东省财贸学院的复函》（粤府函（1980）121号）回复省财办，同意成立广东财贸学院。由省财办牵头，省文教办、省高教局和财贸有关单位负责人共同组成财贸学院筹备小组，负责筹备工作并报国务院审批。财贸学院的校址，由广州市协助解决。10月16日，广东财贸学院筹备小组召开第一次会议，就广东财贸学院办学的规模、编制和投资等问题进行研究，并于11月12日向省计委报送了《创办广东财贸学院的计划任务书》。但之后由于资金、校址等问题，广东财贸学院筹建工作中止。1982年11月，广东省人民政府同意筹建广东财经学院，在原已批准筹建的广东财贸学院的基础上计划筹建广东财经学院。
1983年5月，国务院国家教育委员会同意筹建广东财经学院，学校暂借广东省财贸干部学校校舍办学，校址位于广州市三元里瑶台。1983年9月，广东财经学院首批51名学生“商业会计专修科”干部专修学员入学。
1984年2月，广东财经学院迁往广州市海珠区仑头原广州船舶公司技工学校校址临时办学。1984年9月，广东财经学院第一批本科生入学，共设工业企业经营管理、商业企业经营管理、工业财务会计、商业财务会计、基建财务会计、财政税务、金融保险、国民经济计划统计、工商行政管理等9个本科专业。1985年4月，广东财经学院与商业部协议，申请更名广东商学院；1985年6月，广东财经学院更名为广东商学院。1986年8月，广东商学院迁往海珠区赤沙新校址办学。1988年5月，广东商学院获得学士学位授予权。
1992年12月，广东省政府第七届常务会议通过在广东商学院基础上组建广东法商大学的决议。1994年，广东省高等教育厅以广东省人民政府名义向国务院国家教育委员会申报组建广东法商大学，但未获通过。1995年，广东商学院与隶属中国人民银行的广州金融高等专科学校未达成合并协议，合并计划失败。1997年，广东省委常委、常务副省长卢钟鹤与司法部副部长刘飏分别代表广东省人民政府与司法部签署《共建广东商学院（广东法商大学）协议书》。2000年，广东商学院创建佛山校区。2003年8月，广东商学院获批为硕士学位授权单位。2004年，广东商学院申请更名广东法商大学未获教育部通过。
2006年6月，广东商学院召开第四次党代会，确立尽快更名为广东法商大学的目标。2009年至2011年期间，广东商学院先后提出将学校更名为“广东法商大学”或“广东财经政法大学”，但受办学规模影响，上述名称均未通过。2012年，广东商学院向教育部递交材料，拟将学校更名为广东财经大学。2013年6月19日，教育部批准广东商学院更名为广东财经大学，并撤销广东商学院建制。
2020年12月18日，经中华人民共和国教育部批准，原由广东财经大学管理的独立学院广东财经大学华商学院脱离该校管理，并转设为民办普通高等学校广州华商学院，由广州市增城太阳城发展有限公司全资持有。

## 文化与象征
广东财经大学校训为：厚德、励学、笃行、拓新。广东财经大学校徽为盾形，主色调为广财绿（CMYK：C92 M42 Y52 K3），图案构成为中英文校名、建校年份、由英文校名缩写变形抽象的仙鹤图案、波浪纹，寓意为乘着改革春风诞生于珠江之滨，展翅飞翔。广东财经大学校歌为集体作词、雷蕾作曲的《广东财经大学校歌》。广东财经大学校庆日为每年的10月28日。

## 校园
广东财经大学现有广州和佛山三水两个校区，占地面积共2,275亩。广州校区地址为广东省广州市海珠区官洲街道仑头路21号；佛山校区地址为广东省佛山市三水区云东海街道学海中路1号。广东财经大学实行“2+2”办学模式，除了个别专业在广州校区、佛山校区全学段学习之外，大部分专业的一、二年级学生在佛山校区学习，三、四年级学生在广州校区学习。

### 教学机构
广东财经大学现设25个教学机构：
- 法学院
- 工商管理学院/粤商学院
- 会计学院
- 金融学院
- 经济学院
- 财政税务学院
- 人文与传播学院暨网络传播学院
- 信息学院
- 公共管理学院
- 艺术与设计学院
- 外国语学院（公共外语教学中心）
- 文化旅游与地理学院
- 统计与数学学院
- 马克思主义学院
- 体育教学部
- 湾区影视产业学院
- 经济与管理国家级实验教学示范中心
- MBA学院
- 继续教育学院暨网络教育学院
- 国际学院
- 智能财会管理学院
- 国际商学院
- 粤港澳大湾区广州税务学院
- 人力资源学院
- 数字经济学院

### 党政机构[20]
- 党委办公室、校长办公室（合署）（法制办公室）（档案馆 校史馆）
- 纪检监察室、党委巡察办公室
- 党委组织部、机关党委（合署）（党校办公室）
- 党委宣传部、党委统战部（合署）
- 党委学生工作部、学生处、武装部、学生就业指导中心（合署）
- 党委研究生工作部、研究生院（处）（合署）（学位办公室）
- 党委教师工作部、人力资源处、离退休工作处（合署）（教师发展中心）
- 党委保卫部、保卫处（合署）
- 佛山校区管理委员会（省市共建办公室）
- 发展规划处（学术委员会秘书处）
- 教务处（通识教育中心、创新创业教育中心）
- 科研处
- 社会合作处
- 国际交流与合作处、港澳台事务办公室（合署）
- 招生考试处
- 财务与国有资产管理处
- 审计处
- 基建处
- 后勤处

### 群团机构[21]
- 校工会
- 校团委
- 校友总会办公室

### 科研机构[22]
- 新发展研究院（广东经济与社会发展研究院）
- 大湾区双循环发展研究院（商贸流通研究院）
- 旅游管理与规划设计研究院、岭南旅游研究院（合署）
- 佛山现代服务业研究院
- 粤港澳大湾区人才评价与开发研究院
- 粤港澳大湾区创新竞争力研究院
- 国民经济研究中心
- 广东数字经济研究院
- 广东省财税大数据重点实验室
- 广东地方公共财政研究中心
- 珠三角科技金融产业协同创新发展中心
- 地方金融研究院
- 粤港澳大湾区资本市场与审计治理研究院
- 法治与经济发展研究
- 人权研究院
- 法律与社会治理研究院
- 大数据与教育统计应用实验室
- 广东省智能商务工程技术研究中心

### 教辅机构[23]
- 图书馆
- 网络信息与教育技术中心
- 期刊中心
- 采购与招标中心

### 附属机构[24]
- 门诊部

### 派出机构[25]
- 华商学院党委

### 其他机构[26]
- 广东财大资产经营有限公司

## 学科建设

### 学科专业[27]
| 序号 | 授权层次     | 学科代码 | 学科名称       | 获批时间 |
| 1    | 博士一级学科 | 0202     | 应用经济学     | 202110   |
| 2    | 硕士一级学科 | 0201     | 理论经济学     | 201803   |
| 3    | 硕士一级学科 | 0301     | 法学           | 201103   |
| 4    | 硕士一级学科 | 0305     | 马克思主义理论 | 201103   |
| 5    | 硕士一级学科 | 0701     | 数学           | 202110   |
| 6    | 硕士一级学科 | 0714     | 统计学         | 201108   |
| 7    | 硕士一级学科 | 1201     | 管理科学与工程 | 201103   |
| 8    | 硕士一级学科 | 1202     | 工商管理       | 201103   |
| 9    | 硕士一级学科 | 1305     | 设计学         | 201803   |
| 10   | 硕士二级学科 | 050201   | 英语语言文学   | 200601   |
| 11   | 硕士专业学位 | 0205     | 应用统计       | 202110   |
| 12   | 硕士专业学位 | 0251     | 金融           | 201009   |
| 13   | 硕士专业学位 | 0253     | 税务           | 201405   |
| 14   | 硕士专业学位 | 0254     | 国际商务       | 202110   |
| 15   | 硕士专业学位 | 0255     | 保险           | 201009   |
| 16   | 硕士专业学位 | 0256     | 资产评估       | 202003   |
| 17   | 硕士专业学位 | 0257     | 审计           | 201803   |
| 18   | 硕士专业学位 | 0351     | 法律           | 200705   |
| 19   | 硕士专业学位 | 0551     | 翻译           | 202110   |
| 20   | 硕士专业学位 | 0552     | 新闻与传播     | 202110   |
| 21   | 硕士专业学位 | 0553     | 出版           | 201803   |
| 22   | 硕士专业学位 | 0852     | 工程           | 201803   |
| 23   | 硕士专业学位 | 1251     | 工商管理       | 200906   |
| 24   | 硕士专业学位 | 1252     | 公共管理       | 201405   |
| 25   | 硕士专业学位 | 1253     | 会计           | 201405   |
| 26   | 硕士专业学位 | 1254     | 旅游管理       | 201803   |
| 27   | 硕士专业学位 | 1351     | 艺术           | 201803   |

### 重点学科[28]
| 序号 | 重点学科类别                            | 学科代码 | 学科名称         | 获批时间              |
| 1    | 广东省优势重点学科 “冲补强”重点建设学科 | 0202     | 应用经济学       | 201212、201701 201811 |
| 2    | 广东省优势重点学科 “冲补强”重点建设学科 | 0301     | 法学             | 201212、201701 201811 |
| 3    | 广东省优势重点学科 “冲补强”重点建设学科 | 1202     | 工商管理         | 201212、201701 201811 |
| 4    | 广东省特色重点学科                      | 0201     | 理论经济学       | 201801                |
| 5    | “冲补强”重点建设学科                    |          | 数字经济学       | 202109                |
| 6    | 第五轮校级重点学科 （A类）              | 0305     | 马克思主义理论   | 201903                |
| 7    | 第五轮校级重点学科 （A类）              | 0714     | 统计学           | 201903                |
| 8    | 第五轮校级重点学科 （A类）              | 1204     | 公共管理         | 201903                |
| 9    | 第五轮校级重点学科 （B类）              | 0502     | 外国语言文学     | 201903                |
| 10   | 第五轮校级重点学科 （B类）              | 0503     | 新闻传播学       | 201903                |
| 11   | 第五轮校级重点学科 （B类）              | 0701     | 数学             | 201903                |
| 12   | 第五轮校级重点学科 （B类）              | 0812     | 计算机科学与技术 | 201903                |
| 13   | 第五轮校级重点学科 （B类）              | 1201     | 管理科学与工程   | 201903                |
| 14   | 第五轮校级重点学科 （B类）              | 1305     | 设计学           | 201903                |

## 校友
广东财经大学校友是指曾在学校及学校前身学习、工作过，或曾被学校及学校前身授予荣誉学位或荣誉职衔人士。

## 学校领导

### 历任校长
- 刘次均：男，1984年7月至1992年8月历任广东财经学院临时党委副书记，广东商学院临时党委副书记、书记，广东商学院党委书记。[29]
- 李鸿昌：男，1987年月2月至1992年8月任广东商学院院长。[29]
- 罗国民：男，1992年8月至2001年10月任广东商学院院长。[29]
- 吴家清：男，2001年10月至2009年1月任广东商学院院长。[29]
- 王华：男，2009年1月至2016年9月历任广东商学院院长，广东财经大学校长。[30]
- 于海峰：男，2016年9月至今任广东财经大学校长。[30]